# TT A5
La tombe thébaine TT A5 est située à Dra Abou el-Naga, dans la nécropole thébaine, sur la rive ouest du Nil, face à Louxor en Égypte.
C'est la tombe de Néferhotep, surveillant des greniers, durant les règnes de Thoutmôsis III et Amenhotep II (XVIIIe dynastie).
La tombe a été visitée par le voyageur français Frédéric Cailliaud, qui a copié et publié plusieurs scènes. De toute évidence, il a vu la tombe en assez bon état et d'autres l'ont décrite comme superbe. L'emplacement de la tombe s'est perdu au cours du XIXe siècle. D'après les anciens dessins publiés, plusieurs scènes sont représentées dans la tombe. Il s'agit notamment de la chasse dans les marais, de la chasse dans le désert, de scènes de banquet, de vendanges et d'agriculture et notamment d'une scène de fabrication de vin.